# セロトニン・ノルアドレナリン再取り込み阻害薬
セロトニン・ノルアドレナリン再取り込み阻害薬（セロトニン・ノルアドレナリンさいとりこみそがいやく、英語: Serotonin & Norepinephrine Reuptake Inhibitors; SNRI）は、抗うつ薬の種類である。シナプスにおけるセロトニンとノルアドレナリンの再吸収を阻害することで、これらの神経伝達物質の濃度を増加させる。選択的セロトニン再取り込み阻害薬(SSRI)がセロトニンのみの再吸収を阻害するのに対して、SNRIではさらにノルアドレナリンの再吸収を阻害することによって、興奮神経を刺激する。そのため、興奮に起因した不眠症のような副作用も生じやすい。
日本で販売されるミルナシプラン、デュロキセチン、ベンラファキシンの、精神障害での適応はうつ病である。いずれも医薬品、医療機器等の品質、有効性及び安全性の確保等に関する法律における劇薬である。
2013年には18歳未満で効果が確認できなかった日本国外での研究についての情報が、使用上の注意に記載されている。

## 薬剤
一般名（商品名）という形式で列挙する。

ノルアドレナリン神経におけるSNRIの作用機序。

- ミルナシプラン（トレドミン）、適応はうつ病・うつ状態。
- デュロキセチン（サインバルタ）、適応は、うつ病・うつ状態に加え、糖尿病性神経障害・線維筋痛症・慢性腰痛症に伴う疼痛。
- ベンラファキシン（イフェクサー）、適応はうつ病・うつ状態。

日本国外
- ネファゾドン（英語版）（サーゾーン）

## 有効性
日本うつ病学会のうつ病の診療ガイドラインは、有効性に関する様々な報告を併せて解釈すると、有効性と忍容性において、SSRI、SNRI、ミルタザピンを含む新しい抗うつ薬に優劣はつけられないとしている。
2013年、日本の厚生労働省は、大うつ病性障害に対し、18歳未満に投与しても効果を確認できなかったとして、添付文書を改訂し医師に慎重な投与を求めるよう日本製薬団体連合会に要請した。対象は「トレドミン」「サインバルタ」、ほかはSSRIが4製品、NaSSAが2製品の計8製品である。